# يمدوت

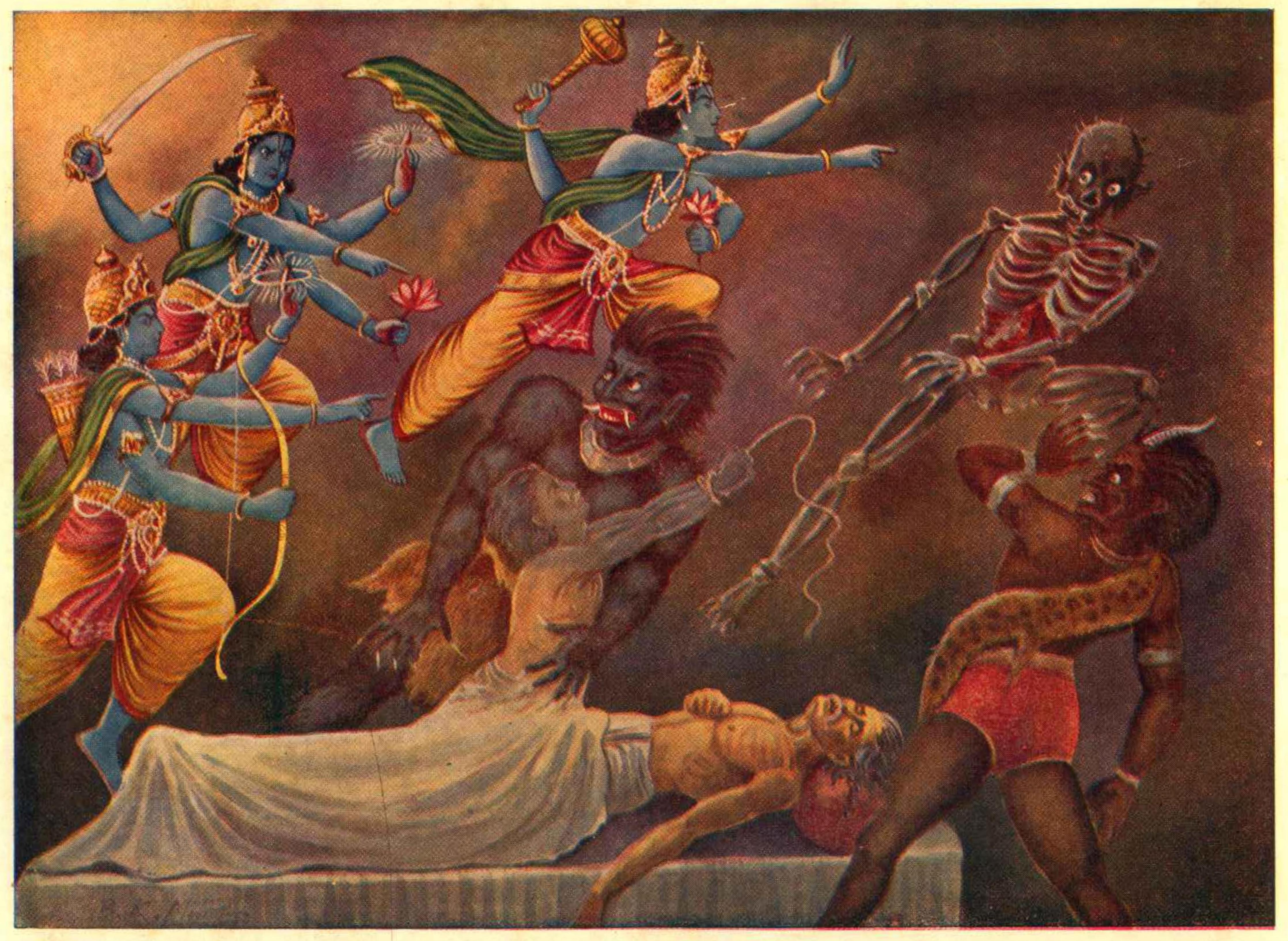
فيشنودوتا ينقذون روح أجاميل من اليمدوت (يمينًا).

يَمْدُوت (بالإنجليزية: Yamaduta)‏ هم رسل الموت حسب الهندوسية، وعُمَّال ياما، إله العالم السفلي. إنهم يسوقون أنفس البشر المُتوفاة الذين لم يحققوا موكشا إلى يامالوكا، العالم السفلي.

## قصة أجامل
يلعب اليمدوت دورًا بارزًا في قصة أجَامِل. يُوصف أجامل بأنه كان براهمين خرج يومًا إلى الغابة لجمع عشب الكوشا. قابل أجامل امرأة جميلة من طبقة الشودرا في الطريق، وبتجاهل واجباته، جعل منها زوجته. وُلد لهما عشرة أطفال. عندما كان على فراش الموت، وكانت رسل ياما تنتظر لتأخذه إلى الجحيم، نادى باسم ابنه المفضل، نارايانا، والذي كان أيضًا لقبًا للإله فيشنو. عند ذلك، منعت فيشنودوتا، رسل فيشنو، رجال ياما من أخذ أجامل إلى الجحيم. ولحل النزاع، جلبت اليمدوت البراهمين إلى حضرة ياما، وبعد سماع القصة، أكد إله الموت أن فيشنودوتا كانوا على حق، ومن ثم مدح رسل الموت أمجاد فيشنو. هذه الأسطورة هي أصل الاعتقاد بأن اليمدوت يتجنبون الفيشنافيين، أو على الأقل ينقلونهم إلى فيكونثا بدلاً من يامالوكا.